# Calascio
Calascio là một đô thị thuộc tỉnh L'Aquila trong vùng Abruzzo Ý. Đô thị này có diện tích 39 km², dân số 150 người. Các đô thị giáp ranh gồm: Carapelle Calvisio, Castel del Monte, Castelli (TE), Castelvecchio Calvisio, Isola del Gran Sasso d'Italia (TE), Ofena, Santo Stefano di Sessanio